# Z-Way
Z-Way ist eine Steuerungssoftware für Steuerungszentralen von Smart Home Systemen, die mit dem Funkstandard Z-Wave kommunizieren. Diese Smart-Home-Bridges oder Gateways verbinden alle Geräte und steuern sie einheitlich.

## Funktion
Z-Way ist eine in Java entwickelte Softwarelösung, die Komponenten zur Gebäudeautomatisierung von den verschiedensten Herstellern unter Z-Way steuert. Seit 2016 enthält die Software fertige Apps, welche die Programmierung erheblich erleichtern. Mit Hilfe dieser Apps muss kein Programmcode mehr geschrieben werden. Verantwortlich für die Weiterentwicklung ist „Z-Wave.Me“, ein internationales Team von Software-Ingenieuren.

## Unterstützte Technologien
- Z-Wave
- Enocean

## Unterstützte Sprachsteuerung
- Amazon Alexa
- Google Assistant
- Apple Siri